# Бендерська комісія
Бендерська комісія 1709 — судовий процес з розподілу майна щойно померлого гетьмана І. Мазепи між Войнаровським та частиною козацької старшини й Війська Запорозького, що проводився комісією, призначеною шведським королем Карлом XII 28–30 листопада у м. Бендери (на той час — безпосереднє володіння Османської імперії; нині — місто в Молдові; поблизу Бендер після поразки в Полтавській битві 1709 був розташований шведський військовий табір — близько 300 осіб).
Козацька старшина Гетьманщини (на чолі з генеральним обозним І.Ломиковським) та Кіш Запорозької Січі (на чолі з кошовим отаманом К.Гордієнком) у суперечці щодо спадщини І.Мазепи звернулися за посередництвом до Карла XII. Шведському королю було направлено трактат — «Покірний меморіал Запорозького Війська до Святого Королівського Маєстату Швеції» від 7 жовтня (26 вересня) 1709. У документі старшина заперечувала легітимність правління гетьмана І.Скоропадського і проголосила себе тимчасовим вищим представницьким органом Війська Запорозького на час безгетьманства. У трактаті викладено також положення угоди, яку новообраний гетьман мав укласти із шведським королем. За цією угодою Швеція мала взяти на себе зобов'язання вести війну з Російською державою до повного звільнення українських земель (у кордонах, визначених Зборівським договором Криму з Польщею 1649), а після звільнення України гарантувати останній незалежність та територіальну цілісність. Старшина наполягала на необхідності укладення Швецією союзного договору з Османською імперією та гарантування у ньому інтересів Війська Запорозького. Питання про гетьманську майнову спадщину викликало появу ще трьох документів: «Відповіді на витяг із меморіалу Запорозького Війська» А.Войнаровського (22–25 жовт.), «Відповіді Запорозького Війська на неоправдану доповідь пана Войнаровського щодо другого пункту Покірного меморіалу цього ж Війська до Святого Королівського Маєстату» (25–30 жовтня) та «Репліки на відповідь старшини Запорозького Війська» А.Войнаровського (30 жовтня — 9 листопада). Ці документи й стали предметом розгляду судового процесу, що проводився призначеними для цього Карлом XII шведськими офіцерами. У «Меморіалі» старшина проголошувала демократичний політичний устрій Війська Запорозького, засудила авторитарні тенденції у правлінні І.Мазепи. На думку старшини, гетьман є виборною посадовою особою; обирає гетьмана козацька старшина; на час безгетьманства генеральна старшина перебирає на себе гетьманські повноваження та організовує вибори; влада гетьмана істотно обмежена старшинською радою; під контролем старшини перебувають витрати з державного скарбу (відділеного від приватного гетьманського), з посадових осіб гетьман призначає тільки генеральну старшину; усі інші посади є виборними; у виборах на посади беруть участь усі козаки.
Під час «Б.к.» виникла суперечка: чи правомочний Кіш Запорозької Січі бути стороною у процесі про гетьманське майно. А.Войнаровський визначив Вольності Війська Запорозького Низового як цілком окремий політичний організм, що не підлягає владі гетьмана. Старшина вказувала на історичний зв'язок Запорозької Січі з Гетьманщиною. На основі доповіді «Б.к.» Карл XII визнав право на спадщину І.Мазепи за А.Войнаровським. Правотворчість, що була зреалізована в документах, які розглядалися «Б.к.», стала важливим етапом у розвитку української політичної та правової думки, сприяла ревізії основ держави і права Гетьманщини, була однією з головних передумов появи «Пактів і Конституції прав і вольностей Війська Запорозького».